# Carragh
Carragh är en ort i republiken Irland.   Den ligger i grevskapet Kildare och provinsen Leinster, i den centrala delen av landet, 30 km väster om huvudstaden Dublin. Carragh ligger 85 meter över havet och antalet invånare är 882.
Terrängen runt Carragh är platt.Runt Carragh är det ganska glesbefolkat, med 48 invånare per kvadratkilometer. Närmaste större samhälle är Naas, 5,3 km sydost om Carragh. Trakten runt Carragh består i huvudsak av gräsmarker.